# Степанівка (Золотоніський район)
Степа́нівка — село в Україні, у Золотоніському районі Черкаської області. Входить до складу Шрамківської сільської громади. Населення — 988 чоловік (на 2009 рік).
Село розташоване на незначному узвишші в північній частині району за 26 км від селища Драбів та за 3 км від залізничної станції Мар'янівка. Межує з півночі із землями села Мар’янівка та зі сходу — села Сербинівка Лубенського району Полтавської області. На в’їзді з боку села Погреби є ставок Рокити. Через село протікає річка Суха Оржиця. Біля села розташований Степанківський гідрологічний заказник.
Поблизу Степанівки знайдено кам'яні знаряддя праці та посуд доби бронзи.

## Історія
Село виникло в 1783 році. Заселив його Микита Юрійович Трубецький, купивши землі у свого зятя Кохна. Назва села походить від першого його поселенця, козака із Запорозької Січі — Степана.
Селище було приписано до храму святих апостолів Петра і Павла у Мойсівці.
Село постраждало внаслідок геноциду українського народу, проведеного окупаційним урядом СРСР 1932-1933 та 1946-1947 роках.
Тим не менш, під час Радянсько-німецької війни 142 жителі села воювали на фронтах, з них 120 нагороджено бойовими орденами і медалями, а П. П. Гнучий удостоєний звання Героя Радянського Союзу. На честь односельців, що загинули в боях з нацизмом, споруджено обеліск Слави. 
Станом на 1972 рік в селі мешкало 1 783 особи, на території села містилася центральна  садиба колгоспу ім . XXII з'їзду КПРС, за яким було закріплено 2,7 тисяч га земельних угідь, у тому числі 2,5 тисяч га орної землі. Напрям господарства був зерново-буряковий. Допоміжне підприємство — млин. На той час у селі працювали восьмирічна школа, де навчалося 256 учнів, будинок культури на 350 місць, 2 фельдшерсько-акушерські пункти, пологовий будинок, 3 дитячих ясел, 2 бібліотеки з книжковим фондом 13 тисяч примірників, філія зв'язку, ощадна каса, 4 магазини, комбінат побутового обслуговування, стадіон.

## Відомі люди
У Степанівці народилися:
- Сергій Пригода — доктор медичних наук, генерал-майор медичної служби, кавалер ордена Леніна;
- Кость Розводовський — кандидат економічних наук;
- Микола Рудик — поет, краєзнавець.
- Софієнко Олексій Андрійович (1952—2011) — український поет, член Національної спілки письменників України.

## Галерея

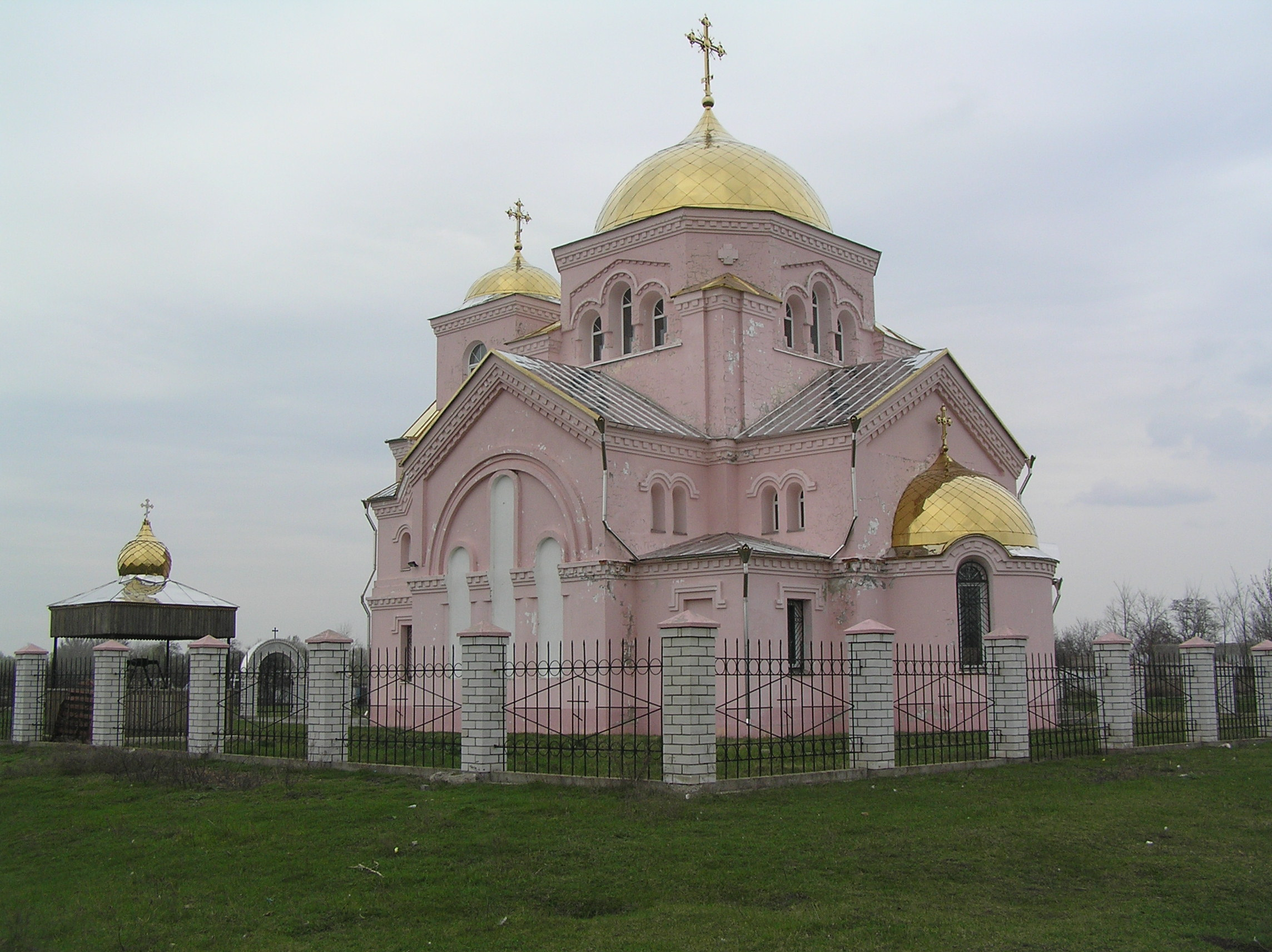
Степанівська Церква (ракурс)
Середня школа, будівля 1904 року